# مالكوم جولدي
مالكوم جولدي (بالإنجليزية: Malcolm Goldie)‏ (9 مارس 1893 في المملكة المتحدة - ) هو مدرب كرة قدم ولاعب كرة قدم أمريكي في مركز الهجوم. شارك مع منتخب الولايات المتحدة لكرة القدم. أما مع النوادي، فقد لعب مع فول ريفر ماركسمين ونيو بيدفورد ويلرز وبثلهام ستييل ونادي كلايدبانك ‏ وPawtucket Rangers ‏.